# Heartcore
Heartcore – trzeci album studyjny polskiego piosenkarza Spiętego. Wydawnictwo ukazało się 20 października 2023 nakładem wytwórni muzycznej Mystic Production.
Album jest utrzymany w stylu muzyki rock. Składa się z wersji standardowej (1 CD) i płyty analogowej (1 LP).
Płyta zadebiutowała na 8. miejscu polskiej listy sprzedaży – OLiS.
Promocję Heartcore rozpoczęto we wrześniu 2023, wraz z premierą jedynego promującego singla – „Blue”.

## Lista utworów
Opracowano na podstawie materiału źródłowego.
| Heartcore – Wersja standardowa | Heartcore – Wersja standardowa  | Heartcore – Wersja standardowa | Heartcore – Wersja standardowa | Heartcore – Wersja standardowa |
| Nr                             | Tytuł utworu                    | Słowa                          | Muzyka                         | Długość                        |
| ------------------------------ | ------------------------------- | ------------------------------ | ------------------------------ | ------------------------------ |
| 1.                             | „Halo”                          | Hubert Dobaczewski             | Hubert Dobaczewski             | 4:51                           |
| 2.                             | „Pan Piotruś pan”               | Hubert Dobaczewski             | Hubert Dobaczewski             | 4:03                           |
| 3.                             | „Móc nic nie móc”               | Hubert Dobaczewski             | Hubert Dobaczewski             | 5:10                           |
| 4.                             | „Ptak głuptak”                  | Hubert Dobaczewski             | Hubert Dobaczewski             | 4:31                           |
| 5.                             | „Robaczewski”                   | Hubert Dobaczewski             | Hubert Dobaczewski             | 4:56                           |
| 6.                             | „Dźwiękoczynienie”              | Hubert Dobaczewski             | Hubert Dobaczewski             | 4:15                           |
| 7.                             | „Ładnie”                        | Hubert Dobaczewski             | Hubert Dobaczewski             | 4:13                           |
| 8.                             | „Spektakl”                      | Hubert Dobaczewski             | Hubert Dobaczewski             | 4:21                           |
| 9.                             | „Blue”                          | Hubert Dobaczewski             | Hubert Dobaczewski             | 4:29                           |
| 10.                            | „Uproszczony rachunek sumienia” | Hubert Dobaczewski             | Hubert Dobaczewski             | 3:51                           |
|                                |                                 |                                |                                | 44:40                          |

## Pozycje na listach sprzedaży

### Pozycje na listach tygodniowych
| Kraj   | Lista (2023)  | Najwyższa pozycja |
| ------ | ------------- | ----------------- |
| Polska | OLiS – albumy | 8                 |

## Wyróżnienia
| Rok  | Konkurs        | Kategoria                      | Rezultat  | Źr.   |
| ---- | -------------- | ------------------------------ | --------- | ----- |
| 2024 | Fryderyki 2024 | Album roku muzyka alternatywna | Nominacja | [ 6 ] |